# 나바호 위빙

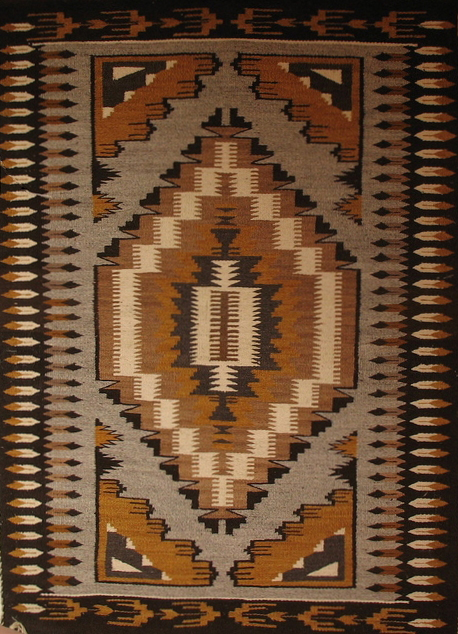
현대의 나바호 위빙

나바호 위빙(diyogí) 미국 포 코너스의 나바호족이 만든 옷감 및 직물을 일컫는다. 나바호 위빙은 그 가치가 높게 평가되고 150년 넘게 교역 품목으로 자리잡았다. 손으로 짠 이불과 러그는 나바호족의 중요 자원이었다. 한 전문가는 전통적인 나바호 위빙은 세상 어떤 직기 직물 중 가장 섬세하고 정교하다고 표현했다.
나바호 위빙은 원래 망토, 옷, 가방 등의 실용적인 목적을 위해 만들어졌다. 19세기 말부터 관광과 수출 목적으로 나바호 위빙을 시작했다. 주로 기하학적인 무늬를 가졌다. 동유럽과 서아시아의 킬림과 비슷하나, 날실이 방적사에서 계속 이어진다는 차이가 있다.

## 같이 보기
- 태피스트리

## 참고 자료
- Evan M. Maurer, "Determining Quality in Native American Art" in The Arts of the North American Indian: Native Traditions in Evolution, ed. Paul Anbinder, New York: Philbrook Art Center, 1986.
- Marian E. Rodee, Old Navajo Rugs: Their Development from 1900 to 1940, Albuquerque: University of New Mexico Press, 1983.